# Stob Poite Coire Ardair
Stob Poite Coire Ardair är ett berg i Storbritannien.   Det ligger i kommunen Highland och riksdelen Skottland, i den norra delen av landet, 700 km nordväst om huvudstaden London. Toppen på Stob Poite Coire Ardair är 1 054 meter över havet, eller 93 meter över den omgivande terrängen. Bredden vid basen är 1,7 km.
Terrängen runt Stob Poite Coire Ardair är huvudsakligen kuperad.  Trakten runt Stob Poite Coire Ardair är nära nog obefolkad, med mindre än två invånare per kvadratkilometer. Närmaste större samhälle är Invergarry, 17,4 km nordväst om Stob Poite Coire Ardair. Omgivningarna runt Stob Poite Coire Ardair är i huvudsak ett öppet busklandskap.